# Varmfront

Meteorologisk symbol för varmfront.

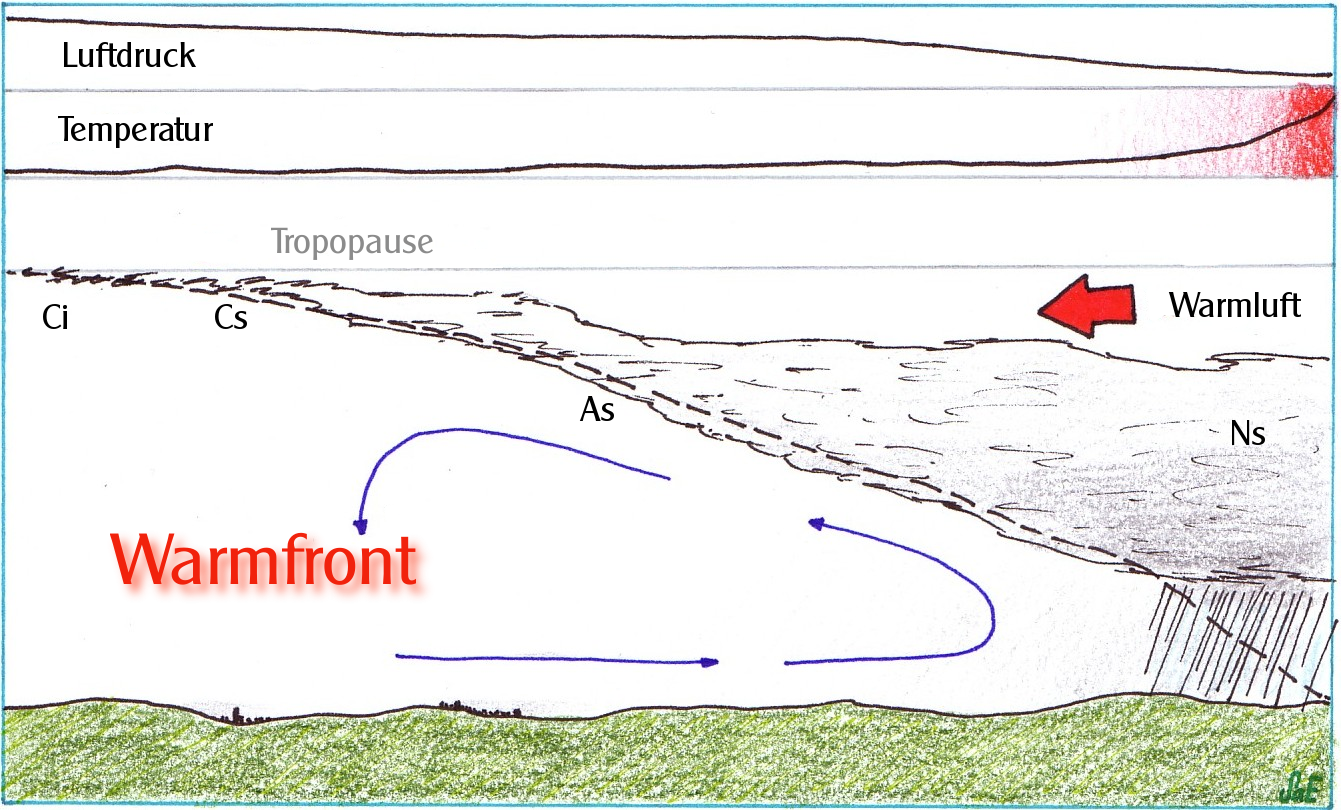
Varm fuktig luft från höger tvingas upp över en kall luftmassa, och vattenånga kondenseras till regn. Temperaturen vid marken går upp och lufttrycket går ner

Varmfront kallas varma luftskikt som följer efter kalla luftskikt i ett lågtryckssystem. 
Luftens temperatur varierar mycket mellan olika platser på jorden, några med varm och några med kall luft. Gränsen mellan sådana luftmassor kallas fronter. Om varm luft tränger bort kallare luft kallas det varmfront. Eftersom varm luft är lättare (lägre tryck än omgivande luft) än kall luft (högre tryck än omgivande luft) så kan den varma luften lätt glida över den kalla och får därför stor lutning och förebådas i god tid av fjädermoln som sedan tätnar till slöjmoln och sjunker.
Varmfrontens molnsystem sträcker sig flera hundra kilometer framför varmfronten vid jordytan. Först uppträder cirrusmoln på ca en mils höjd. Dessa tätnar efter hand till cirrostratusslöja, därefter till altostratus och slutligen nimbostratus, från vilket ihållande regn eller snö faller.
När varmfronten passerar vid jordytan vrider vinden åt höger, nederbörden upphör eller övergår i duggregn och temperaturen stiger i allmänhet. Luftmassan bakom varmfronten benämns varmmassa och utmärks, särskilt vintertid, av dålig sikt, duggregn och låga moln. Varmsektor är det område inom en frontcyklon som täcks av en varmmassa och som begränsas av en varmfront och en efterföljande kallfront.
På väderkartor markeras varmfronter med en röd kurva med halvcirklar som pekar i frontens färdriktning.